# ژان بتیست روسو
ژان بتیست روسو (به فرانسوی: Jean-Baptiste Rousseau) شاعر و نمایش‌نامه نویس قرن هفدهم میلادی اهل فرانسه است. در سال ۱۷۰۱ برای عضویت در فرهنگستان کتیبه‌شناسی و زبان‌های باستانی فرانسه (به فرانسوی: Académie des Inscriptions et Belles-Lettres) انتخاب شد.